# Власов, Анатолий Григорьевич
Анатолий Григорьевич Власов (1902 — после 1974) — советский оптик, доктор физико-математических наук, профессор, заслуженный деятель науки и техники РСФСР.

## Биография
Родился в 1902 году. Окончил ЛИТМО.
Работал в Государственном оптическом институте (ГОИ); с 1930 года — под руководством Александра Алексеевича Лебедева в группе теоретической спектроскопии занимался исследованиями строения стекла оптическими методами.
Во время Великой Отечественной войны был руководителем группы; предложил методику, подразумевавшую на основе опыта световой оптики полные предварительные расчёты при разработке электронно-оптических систем. Такая методика применялась для расчёта электронно-оптических преобразователей.
В 1941—1945 гг. вывел рекуррентные формулы для расчета коэффициентов отражения при любом количестве наносимых слоев с заданными показателями преломления.
В послевоенные годы — заведующий теоретическим отделом ГОИ.
В 1950—1960-е гг. по совместительству — доцент ЛГУ, читал курс теоретической физики.